# Перов, Владимир Михайлович
Владимир Михайлович Перов (26 марта 1904, Елабуга — 23 декабря 1987, Киев) — советский партийный и государственный деятель, председатель Житомирского облисполкома. Депутат Верховного Совета УССР 1-го созыва.

## Биография
Член ВКП(б) с 1927 года.
В 1937—1938 годах — 1-й секретарь Городницкого районного комитета КП(б)У Житомирской области.
В марте 1938 — январе 1940 г. — председатель Организационного комитета Президиума Верховного Совета УССР по Житомирской области. В январе 1940 — июле 1941 г. — председатель исполнительного комитета Житомирского областного совета депутатов трудящихся.
С ноября 1941 года — в Красной армии. Участник Великой Отечественной войны. Служил уполномоченным Военного совета 6-й гвардейской армии, уполномоченным оперативной группы Военного совета Воронежского фронта.
В 1944—1948 годах — заместитель председателя исполнительного комитета Измаильского областного совета депутатов трудящихся.
В 1948—1955 годах — заведующий информационно-статистического отдела Президиума Верховного Совета Украинской ССР.
Потом — на пенсии.

## Звание
- батальонный комиссар

## Награды
- орден Трудового Красного Знамени (7.02.1939)
- орден Красной Звезды (26.08.1943)
- орден Отечественной войны II-й степени (6.04.1985)
- ордена
- медали
- медаль «За отвагу» (18.06.1943)
- медаль «За оборону Сталинграда»
- медаль «За доблестный труд в Великой Отечественной войне 1941—1945 годов»
- медаль «За победу над Германией»